# Bouillet (Rebsorte)
Bouillet ist eine autochthone Rotweinsorte der Weinbauregion Sud-Ouest im Südwesten Frankreichs. Sie wurde häufig mit der Sorte Jurançon Noir verwechselt, obwohl der Blattaufbau beider Sorten sich unterscheidet. Guy Lavignac glaubt, Bouillet sei eine Mutation des Jurançon Noir. Die korrekte Erstbeschreibung lieferte Paul Truel, obwohl die Sorte bereits seit 1780 schriftlich erwähnt wurde. Bouillet ergibt helle Rotweine mit kräftiger Säure und einem leichten Bitterton. Ihr Anbau ist im Département Lot-et-Garonne empfohlen; im Département Dordogne ist sie zugelassen. Die aktuelle Anbaufläche liegt unter 20 Hektar, nachdem sie im Jahr 1958 noch bei 176 Hektar lag.

## Synonyme
Die Rebsorte Bouillet ist auch unter den Namen Bouiller noir, Fouine, Mondeuse noir, Plant dame noir, Plant de Mérille und Quillard bekannt.

## Ampelographische Sortenmerkmale
In der Ampelographie wird der Habitus folgendermaßen beschrieben:
- Die Triebspitze ist weißwollig behaart und gelegentlich karminrot gefärbt. Die grünen Jungblätter sind leicht wollig behaart und bronzefarben gefleckt (Anthocyanflecken).
- Die mittelgroßen Blätter sind fünflappig und tief gebuchtet (siehe auch den Artikel Blattform). Die Stielbucht ist U-förmig offen. Das Blatt ist spitz gesägt. Die Zähne sind im Vergleich zu anderen Rebsorten eng gesetzt.
- Die walzenförmige Traube ist mittelgroß (im Mittel 289 Gramm schwer) und dichtbeerig. Die rundlichen Beeren sind mittelgroß (im Mittel 2,7 Gramm) und von schwarz-blauer Farbe.

Die ertragreiche Sorte reift ca. 20 Tage nach dem Gutedel und gilt somit bereits als spätreifend. Bouillet ist eine Varietät der Edlen Weinrebe (Vitis vinifera). Sie besitzt zwittrige Blüten und ist somit selbstfruchtend. Beim Weinbau wird der ökonomische Nachteil vermieden, keinen Ertrag liefernde, männliche Pflanzen anbauen zu müssen.